# I'm the Man
Albums de Joe Jackson
Look Sharp!
(1979) Beat Crazy
(1980)
Singles
1. I'm the Man
Sortie : Septembre 1979
2. It's Different for Girls
Sortie : 1979
3. Kinda Kute
Sortie : 1980

I'm the Man est le deuxième album studio de Joe Jackson, sorti le 5 octobre 1979.
L'album s'est classé 12e au UK Albums Chart et 22e au Billboard 200 et a été certifié disque d'or par la British Phonographic Industry (BPI) le 29 avril 1980.
Sur la pochette de l'album, Joe Jackson apparaît déguisé en spiv (en), un terme de l'argot désignant un criminel typique du Royaume-Uni qui vend des articles au marché noir.

## Liste des titres
Toutes les chansons sont écrites et composées par Joe Jackson.
| 1. | On Your Radio            | 4:01 |
| 2. | Geraldine and John       | 3:14 |
| 3. | Kinda Kute               | 3:33 |
| 4. | It's Different for Girls | 3:42 |
| 5. | I'm the Man              | 3:58 |

| 1. | The Band Wore Blue Shirts | 5:07 |
| 2. | Don't Wanna Be Like That  | 3:41 |
| 3. | Amateur Hour              | 4:05 |
| 4. | Get That Girl             | 3:03 |
| 5. | Friday                    | 3:36 |

| 11. | Come On | Chuck Berry | 3:29 |

## Personnel
- Joe Jackson : chant, piano, harmonica, mélodica
- Gary Sanford : guitare
- Graham Maby : basse, chant
- David Houghton : batterie, chant